# Polanh e Posòls
Polanh e Posòls (en francès Poulan-Pouzols) és un municipi francès situat al departament del Tarn i a la regió d'Occitània.

## Demografia
| 1962                                       | 1968 | 1975 | 1982 | 1990 | 1999 | 2007 |
| ------------------------------------------ | ---- | ---- | ---- | ---- | ---- | ---- |
| 286                                        | 306  | 309  | 374  | 392  | 386  | 433  |
| Des de 1962: població sense dobles comptes |      |      |      |      |      |      |

## Administració
| Període   | Identitat           | Partit |
| --------- | ------------------- | ------ |
| 2001-2008 | Michel Gau          |        |
| 2008-     | Jean-Claude Madaule |        |